# Aesculus glabra
Aesculus glabra là một loài thực vật có hoa trong họ Bồ hòn. Loài này được Willd. mô tả khoa học đầu tiên năm 1809.

## Hình ảnh

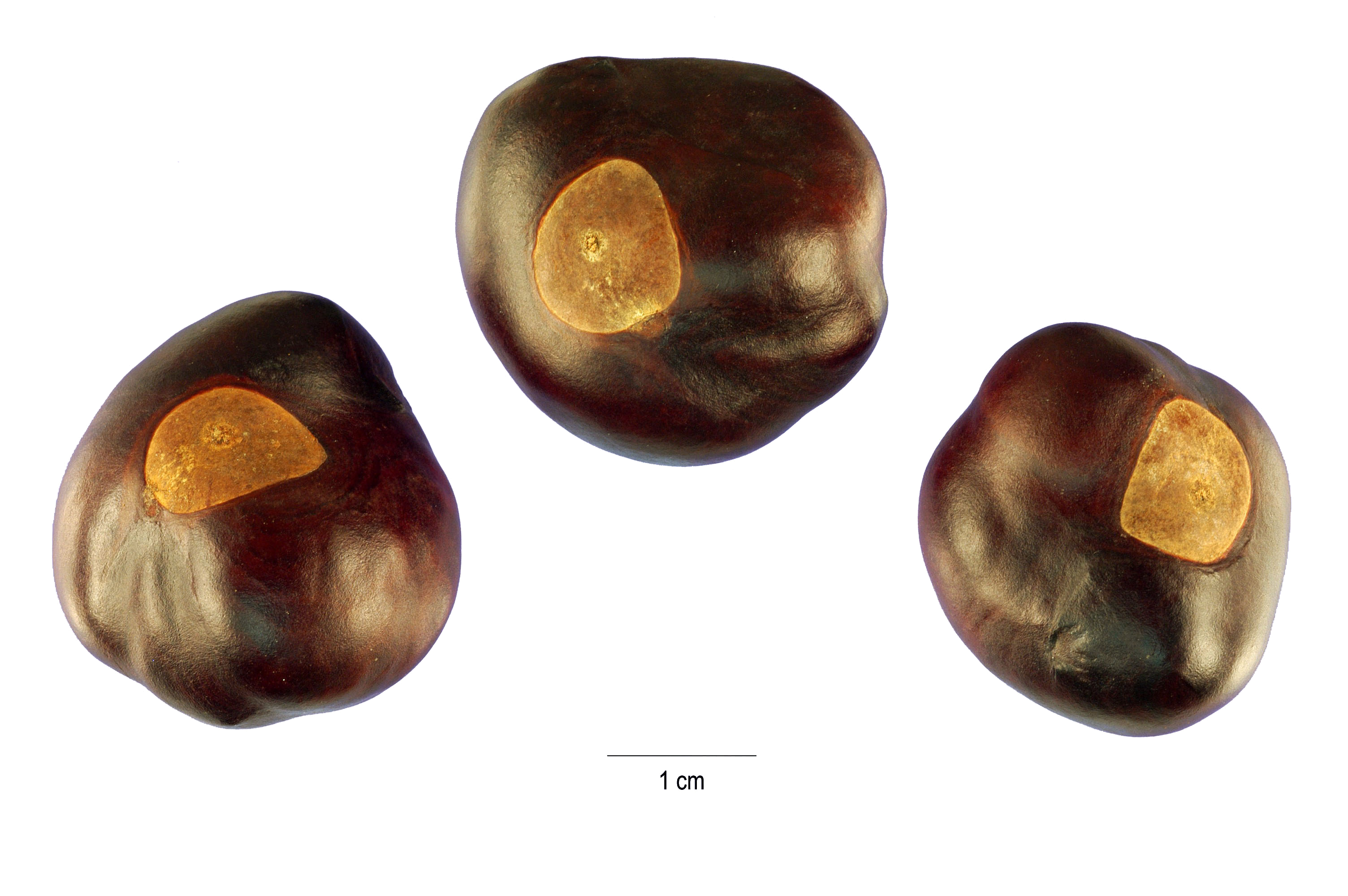
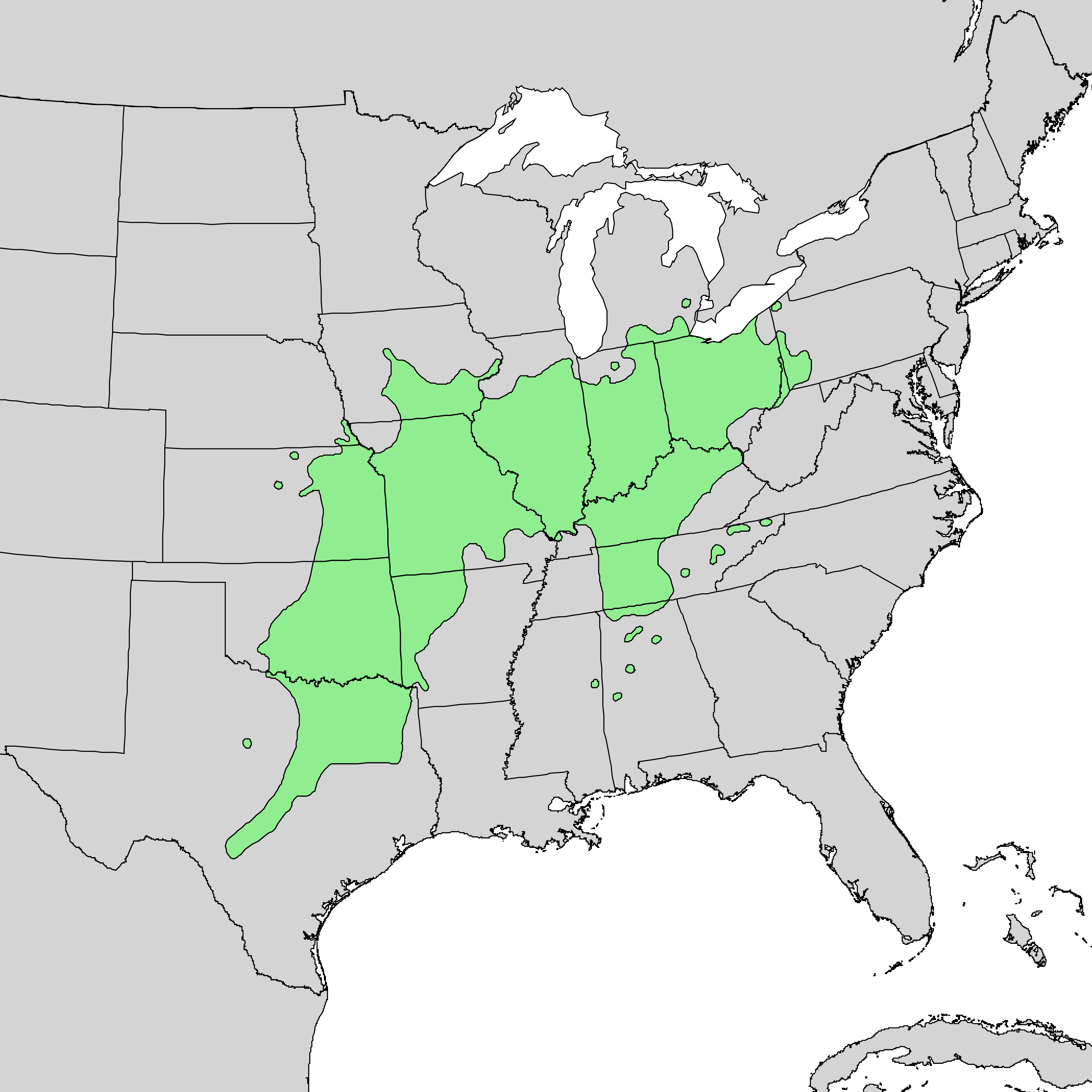
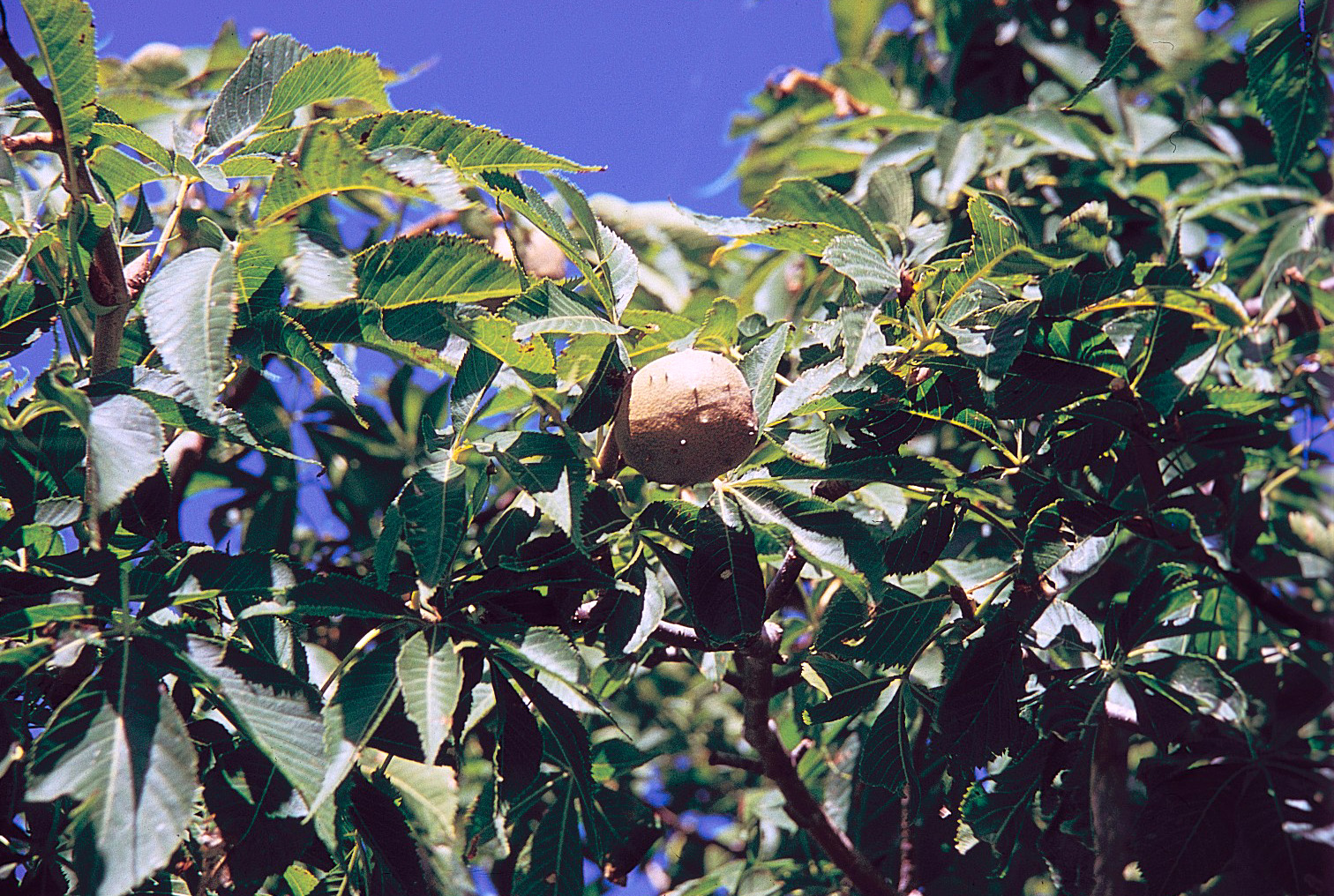
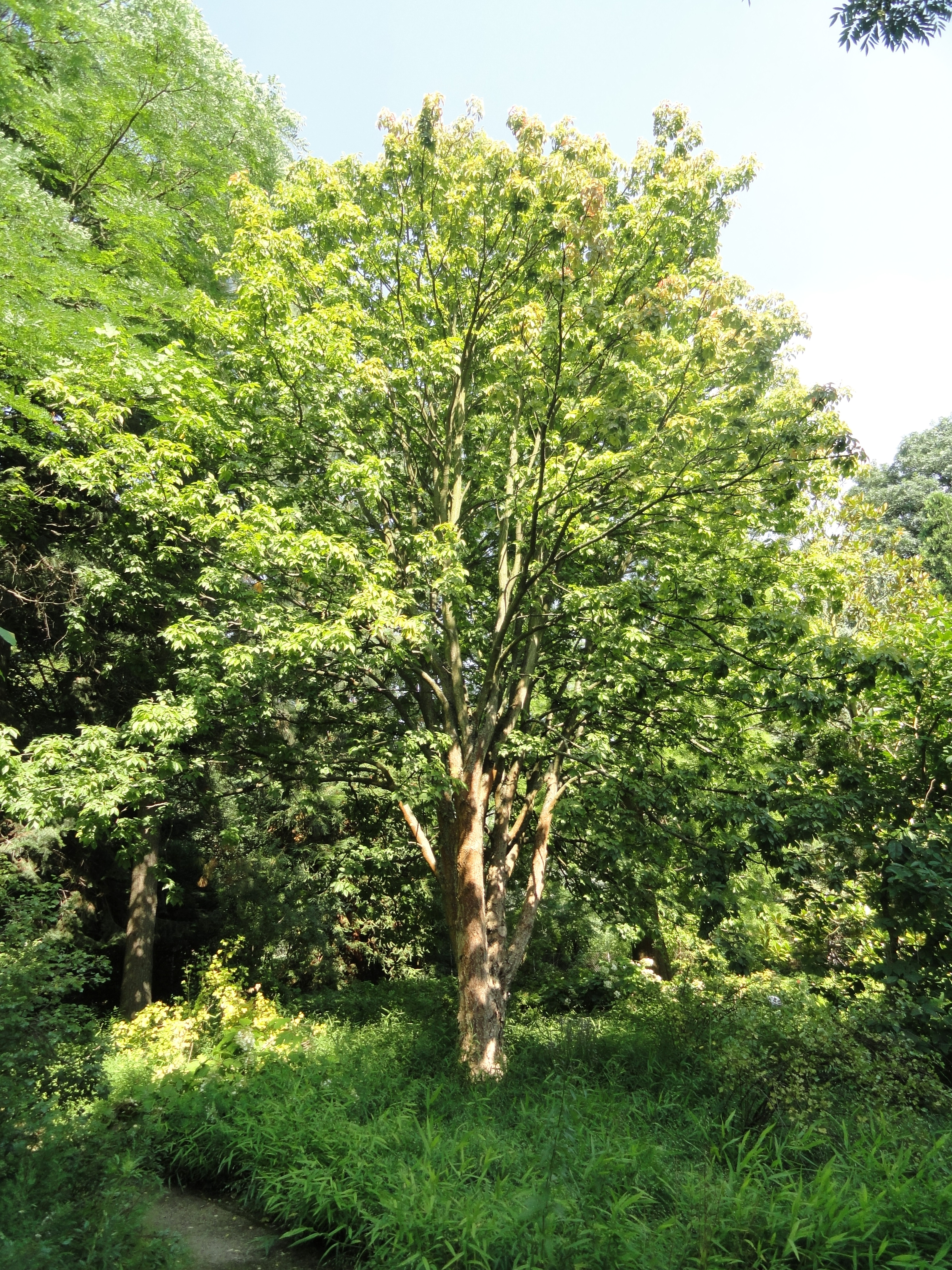